# En opdagelsesrejse i jernet
En opdagelsesrejse i jernet er en dokumentarfilm instrueret af Jacob Jørgensen efter eget manuskript.

## Handling
En film uden tale. Fra en susende helikopter over en olieplatform i Nordsøen til stålvalseværkets buldrende ovne. I billeder, lyd og musik tages publikum med rundt i de yderste hjørner af Danmarks største industrigren.